# Inchieste sulla rivoluzione romena del 1989
Le inchieste sulla rivoluzione romena del 1989 furono una serie di indagini condotte a partire dai primi anni novanta per far luce sugli eventi avvenuti in tutto il paese nel dicembre 1989, che portarono alla caduta del regime condotto da Nicolae Ceaușescu e alla nascita di un nuovo organo di potere provvisorio, il Consiglio del Fronte di Salvezza Nazionale.
In tali circostanze secondo i dati dell'Istituto della rivoluzione romena del dicembre 1989 (Institutul revoluției române din decembrie 1989, IRRD) tra il 17 e il 22 dicembre morirono non meno di 306 persone (245 civili e 61 militari). Nella fase successiva avvenuta tra il 23 e il 25 dicembre, cioè dopo la fuga e l'arresto dei Ceaușescu, vi furono 743 vittime (489 civili e 254 militari). Dopo la condanna a morte del dittatore, infine, tra il 26 e il 31 dicembre persero la vita 85 persone (57 civili e 28 militari).
In una fase iniziale, nei primi anni novanta, giunsero a processo importanti funzionari del comitato esecutivo del Partito Comunista Rumeno e militari di alto rango del precedente regime socialista, considerati colpevoli della repressione armata delle proteste nel periodo fino al 22 dicembre 1989. Negli anni la maggior parte degli imputati fu rilasciata per derubricazione dei reati, riduzione delle pene o motivi di salute, mentre le indagini successive procedettero a rilento. Solamente nel 1999 si arrivò alla condanna in primo grado a quindici anni di reclusione dei generali Victor Atanasie Stănculescu e Mihai Chițac, incriminati per i fatti di Timișoara del 17 dicembre 1989.
Il principale filone, il cosiddetto Dosarul revoluției, vedeva come imputati politici di primo piano quali l'ex presidente della Romania Ion Iliescu. L'inchiesta fu ripetutamente archiviata, senza giungere ad una soluzione definitiva. A partire dal 2011 una serie di sentenze della Corte europea dei diritti dell'uomo obbligò la Romania al risarcimento di numerosi ricorrenti per violazione del diritto alla vita, per non essere riuscita ad identificare i colpevoli. Nel dicembre 2018 la procura generale rinviò a giudizio per crimini contro l'umanità Ion Iliescu e altri tre imputati. Il processo presso l'Alta corte di cassazione e giustizia ebbe inizio nel 2019, ma nel 2021 il fascicolo fu restituito per riesame alla procura militare.
Il Dosarul revoluției fu una delle inchieste, al fianco del Dosarul mineriadei sulla mineriada del giugno 1990, che più segnarono la storia della Romania dopo il 1989.

## Condanne dei vertici del Partito Comunista Rumeno
Nicolae Ceaușescu e la moglie Elena vennero giustiziati il 25 dicembre 1989 al termine di un processo sommario, con un verdetto emesso da un tribunale militare eccezionale investito dal Consiglio del Fronte di Salvezza Nazionale. Nei mesi successivi furono istituite speciali commissioni d'inchiesta, nate specialmente su pressione popolare, che avviarono le prime indagini volte a perseguire gli altri membri dei vertici del Partito Comunista Rumeno (PCR), ritenuti colpevoli delle morti registratesi nel corso delle repressioni da parte degli organi di Stato. Vari filoni furono gestiti separatamente dai tribunali militari di Bucarest, Timișoara, Cluj-Napoca e Sibiu.
Il 2 febbraio 1990 iI tribunale militare di Bucarest emanò le prime condanne nell'ambito del "processo dei quattro" ("Procesul celor patru"), che vedeva imputati quattro membri del comitato politico esecutivo del partito e stretti collaboratori di Ceaușescu, cioè l'ex ministro degli interni Tudor Postelnicu, il generale Ion Dincă, l'ex segretario di Stato Emil Bobu e l'ex vicepresidente del Consiglio di Stato Manea Mănescu. La corte presieduta da Cornel Bădoiu condannò all'ergastolo Postelnicu (per genocidio), Bobu (per concorso in genocidio) e Mănescu (per l'approvazione alla repressione armata delle proteste), mentre a Dincă fu comminata una pena a quindici anni di reclusione (per aver partecipato alla repressione). In fase di appello nell'aprile 1993 tutti gli imputati ottennero una riduzione della pena da parte dell'Alta corte di cassazione e giustizia. Mănescu e Bobu furono condannati a dieci anni, mentre Postelnicu conseguì la riclassificazione del reato in omicidio aggravato, che gli valse una condanna a quattordici anni di carcere. Dincă non presentò ricorso. In ogni caso nessuno dei quattro scontò le pene per intero. Postelnicu uscì di prigione dopo sette anni sulla base di un precedente decreto di Ceaușescu non ancora abrogato, Dincă dopo cinque anni, Bobu dopo tre anni e Mănescu dopo due.
Nell'ambito di un'altra inchiesta, nel 1990 Postelnicu fu rinviato a giudizio al fianco del capo della Securitate Iulian Vlad e di altri dieci imputati, tra i quali i capi della milizia di Bucarest e del carcere di Jilava, per aver illegalmente privato della libertà 1.245 persone nell'ambito della repressione delle proteste in atto nella capitale rumena. Per tali reati il 10 maggio 1991 Postelnicu fu condannato a sei anni di reclusione, mentre Vlad a quattro. Il 28 aprile 1992 Vlad fu punito da un'ulteriore sentenza per dodici anni per concorso in omicidio aggravato. Nel complesso per le sue azioni nei giorni della rivoluzione del 1989 Vlad subì condanne per un totale di venticinque anni di detenzione, ma ne scontò solamente quattro, venendo rilasciato il 31 dicembre 1993.
Tra gli altri membri del comitato esecutivo del PCR fu sottoposto a processo anche il figlio del dittatore, Nicu Ceaușescu, che nella posizione di primo segretario del partito nel distretto di Sibiu nel dicembre 1989 aveva autorizzato l'intervento dell'esercito contro i manifestanti. Il processo di primo grado ebbe inizio nel maggio 1990 e si concluse nel settembre dello stesso anno, con una condanna a venti anni di prigione per istigazione all'omicidio aggravato. Secondo l'accusa, guidata da Doru Viorel Ursu, le azioni dell'imputato avevano causato 102 morti. Nel giugno 1991 in appello ricevette una riduzione della pena a sedici anni di detenzione. Fu scarcerato per motivi di salute nel 1992.
Nel marzo 1994 il presidente della Romania Ion Iliescu graziò diversi alti funzionari del PCR, tra i quali Ana Mureșan, Ștefan Andrei, Lina Ciobanu, Ludovic Fazekaș, Dumitru Popescu, Paul Niculescu Mizil e Suzana Gâdea.
Per i fatti di Timișoara fu orchestrato il "processo dei venticinque" (Procesul celor douăzeci și cinci), che nel dicembre 1991 vide imputati per genocidio numerosi elementi dell'esercito e delle alte sfere del PCR, tra i quali l'ex capo di stato maggiore e ministro della difesa Ion Coman, il primo segretario del PCR del distretto di Timiș Ilie Matei e l'ex aggiunto del capo della milizia di Timișoara Ion Corpodean. I giudici derubricarono il reato a omicidio oppure a omicidio aggravato e inflissero pene tra i dieci e i venti anni di reclusione. Nel 1997 la Corte suprema, giudicando il ricorso, ridusse le pene della maggior parte dei condannati e ne assolse altri. Solamente sette degli imputati furono costretti al carcere, ma nessuno scontò le pene per intero. Coman, che in appello ottenne una riduzione a quindici anni di reclusione rispetto ai venti iniziali, nel dicembre 2000 fu graziato dal presidente della Romania Emil Constantinescu.

## Processo Chițac-Stănculescu

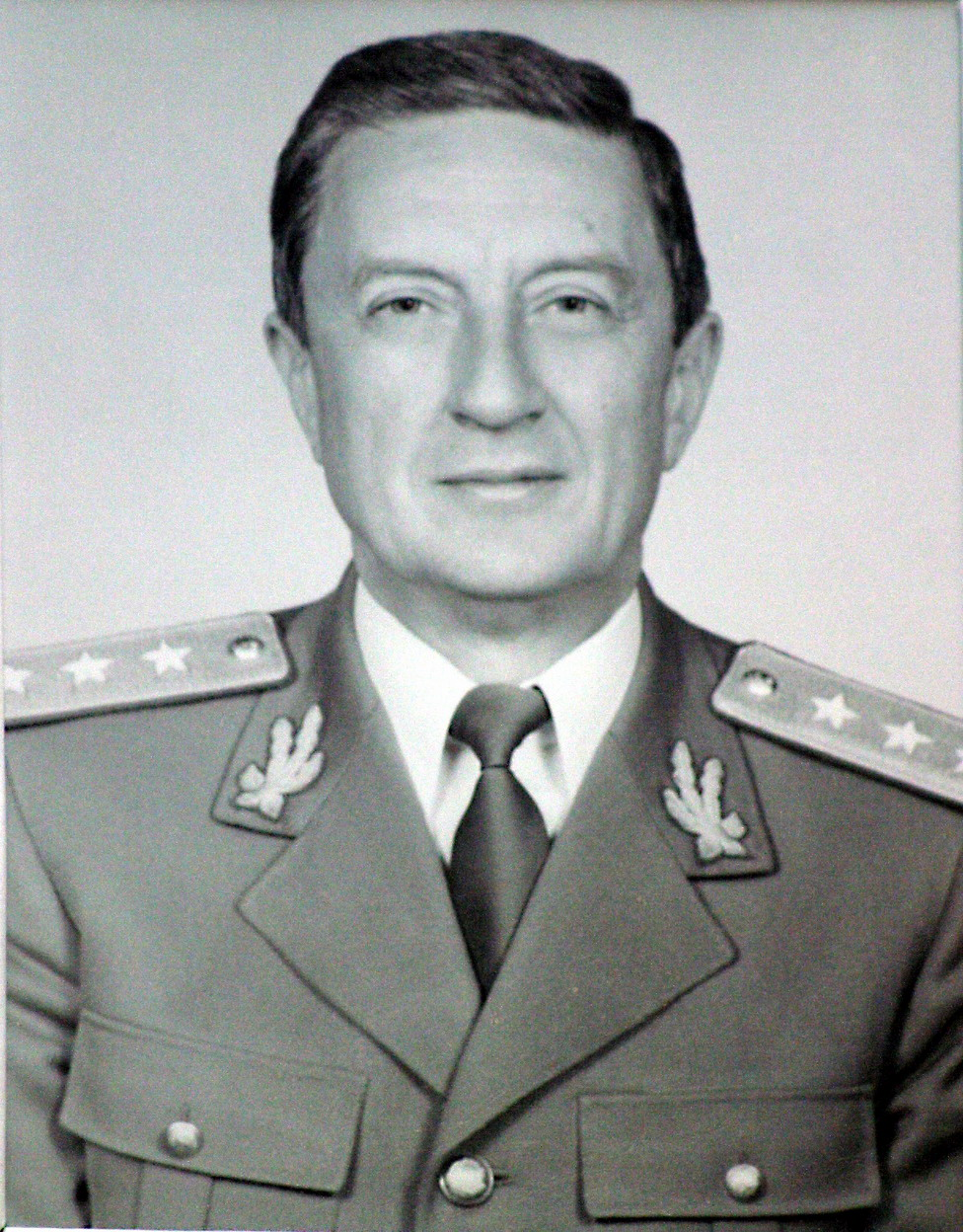
Victor Stănculescu

Nell'ambito delle azioni per fare luce su quanto avvenuto in occasione della repressione delle proteste da parte delle autorità, nel 1997 furono aperte tre grandi inchieste, per i fatti avvenuti a Timișoara, Cluj-Napoca e Sibiu. Il filone relativo agli eventi di Timișoara fu gestito dal procuratore militare Dan Voinea, che aveva rappresentato l'accusa nel processo a Nicolae Ceaușescu, e vedeva come indagati i generali Mihai Chițac e Victor Atanasie Stănculescu, che avevano rivestito incarichi ministeriali anche nel nuovo ordinamento democratico. I due erano accusati di aver ordinato di aprire il fuoco contro i manifestanti il 17 dicembre 1989, causando 72 morti e 253 feriti.
La sentenza di primo grado fu emessa il 15 luglio 1999 e condannò entrambi gli imputati a quindici anni di reclusione per omicidio aggravato. Il loro ricorso fu respinto il 21 febbraio 2000.
Nel 2001 il nuovo procuratore generale Joița Tănase, nominato dal rieletto presidente della Romania Ion Iliescu, tuttavia, si rivolse all'Alta corte, chiedendo l'annullamento della sentenza di condanna, tramite l'istituto giuridico del ricorso per l'annullamento (in rumeno: recurs în anulare), che consentiva al procuratore generale di appellarsi contro le decisioni definitive. Il procuratore generale reclamava irregolarità nelle procedure processuali, che avevano portato i giudici alla sentenza di condanna. Tănase sosteneva che la perizia psichiatrica di Stănculescu non era stata realizzata, così come previsto dal codice di procedura penale per i casi di omicidio, e che non gli era stata garantita la difesa da parte di un avvocato scelto dall'imputato. Oltre a ciò il procuratore generale reputava che i fatti non adempivano tutti gli elementi giuridici per poter essere inquadrati in un determinato reato. Secondo Tănase i due generali avevano agito in un contesto storico particolare, che aveva obbligato i vertici militari ad eseguire gli ordini provenienti da Ceaușescu sotto minaccia di morte. Le prove processuali, inoltre, non avrebbero dimostrato la diretta responsabilità di Chițac e Stănculescu per i crimini di cui erano accusati. La Corte ammise il ricorso il 22 marzo 2004 e riaprì l'inchiesta, trasferendone gli atti alla procura dell'Alta corte di cassazione e giustizia per il rifacimento del processo.
Il 3 aprile 2007 la Corte suprema emise nuovamente un verdetto di condanna a quindici anni di reclusione per omicidio aggravato. Secondo la requisitoria della procura l'ordine di sparare sulla folla, sebbene dato da Nicolae Ceaușescu, aveva un carattere illegale e non era avallato da nessuna previsione giuridica o costituzionale e, per tale ragione, non doveva essere eseguito. In base ai regolamenti in vigore nel 1989 gli ufficiali che godevano dell'autorità di dare ordini erano responsabili delle proprie direttive, ragione per la quale la responsabilità penale ricadeva sui due generali. I giudici, inoltre, evidenziarono uno zelo eccessivo nella realizzazione delle azioni volte a reprimere le manifestazioni. Stănculescu fu accusato di aver continuamente collaborato con Ion Coman, che era a capo delle operazioni, verificando minuziosamente la corretta esecuzione degli ordini da parte delle truppe dislocate in città, tanto da essere promosso a comandante militare unico di Timișoara dallo stesso Ceaușescu nella sera del 20 dicembre 1989. Per quanto riguarda la posizione di Chițac, la Corte sottolineò la sua lampante contrarietà alle proteste. Il generale avrebbe disposto l'arresto di decine di persone, distribuito ai soldati munizioni lacrimogene e ordinato di utilizzarle contro i partecipanti alle contestazioni. Il 18 dicembre Chițac avrebbe personalmente aperto il fuoco contro la folla di fronte alla Cattedrale ortodossa di Timișoara al fine di disperdere i manifestanti. In tali circostanze avrebbe proferito la frase «Queste canaglie vogliono la rivoluzione? Gli facciamo vedere noi la rivoluzione» («La canaliile astea le trebuie revoluție? Lasă că le arătăm noi revoluție»).
Il successivo 15 ottobre 2008 l'Alta corte respinse l'appello, confermando definitivamente la sentenza di primo grado. Entrambi furono rinchiusi nel carcere di Jilava. Chițac, però, fu liberato per motivi di salute il 16 settembre 2010 e morì pochi mesi dopo. Stănculescu rimase in prigione per cinque anni fino al 21 maggio 2014, quando fu rilasciato con la condizionale all'età di 86 anni.
Subito dopo la sentenza gli avvocati si rivolsero alla Corte europea dei diritti dell'uomo, accusando lo stato rumeno di aver realizzato un processo irregolare. Le loro obiezioni furono respinte nel luglio 2012. Un ulteriore appello alla Corte europea, riguardante l'eccessiva durata del processo, fu rigettato il 16 aprile 2015.

## Processo per i fatti di Cluj-Napoca
Il 21 dicembre 1989 in tre zone di Cluj-Napoca (Piața Unirii, Hotel Astoria e fabbrica di birra) l'esercito aprì il fuoco contro i manifestanti utilizzando munizioni da guerra e causando 26 morti e 55 feriti. L'inchiesta rispettiva aperta nel 1990 analizzò le posizioni di Ioachim Moga (primo segretario del PCR nel distretto di Cluj), dei generali Iulian Topliceanu (comandante della IV armata Transilvania) e Ioan Șerbanoiu (comandante dell'ispettorato distrettuale del ministero degli interni), del maggiore Valeriu Burtea, del capitano Ilie Dicu e del membro del comitato politico esecutivo del PCR di Cluj Constantin Nicolae. Come avvenuto in numerose altre indagini riguardanti la rivoluzione, negli anni successivi l'inchiesta fu chiusa senza rinvii a giudizio, poiché fu considerato che i membri dell'esercito eseguivano i comandi di Nicolae Ceaușescu. Nel 1992, quindi, il procuratore del tribunale militare di Cluj, Mihai Ghenuș, archiviò il caso.
Nel 1997 il procuratore militare Dan Voinea dispose la riapertura del fascicolo e il 15 maggio 1998 furono rinviate a giudizio sei persone, indiziate per il reato di omicidio aggravato. Il verdetto di primo grado fu emesso il 9 aprile 2003 ma la corte, presieduta dal giudice Mircea Aron, derubricò i crimini per la maggior parte degli imputati a quello di omicidio colposo. L'unica sentenza di condanna al carcere fu quella di Ilie Dicu, che ricevette una pena pari a cinque anni di reclusione, mentre per gli altri cinque imputati intervenne la prescrizione per via del diverso inquadramento giuridico dei reati. Oltre ai sopravvissuti e agli eredi delle vittime, presentarono ricorso contro la sentenza anche tre degli imputati, intenzionati a dimostrare la propria innocenza, cioè Topliceanu, Burtea e il tenente colonnello Ioan Cocan.
La requisitoria della procura presentata il 20 settembre 2004 all'Alta corte di cassazione chiedeva pene più dure rispetto a quelle comminate in prima istanza, riprendendo il capo d'accusa di omicidio aggravato per tutti gli imputati.
Il tribunale supremo si espresse il 25 maggio 2005, riconoscendo le motivazioni dell'accusa e condannando Ioachim Moga a otto anni per istigazione al tentato omicidio aggravato; il generale Iulian Topliceanu a dieci anni per istigazione all'omicidio aggravato; Valeriu Burtea e Ioan Cocan a nove anni per istigazione all'omicidio aggravato; Ilie Dicu a quindici anni per omicidio di primo grado. Il soldato semplice Marian Bolboș fu prosciolto. La decisione divenne definitiva il 20 marzo 2006, in seguito al respingimento dei ricorsi. Malgrado le pene carcerarie, la maggior parte dei condannati uscì di prigione negli anni successivi. Topliceanu fu rilasciato con la liberazione condizionale il 3 settembre 2008, mentre Moga morì nel 2007.
Nel 2011 la CEDU condannò la Romania al pagamento dei danni alle vittime per l'inefficienza delle autorità a causa dell'eccessiva durata del processo.

## IlDosarul revoluției

### Blocco delle indagini dopo il 1990
Nei primi anni novanta le nuove istituzioni democratiche si concentrarono sulla verifica delle responsabilità degli ex dirigenti comunisti, colpevoli delle repressioni da parte delle autorità fino al 22 dicembre 1989, cioè fino alla fuga dei coniugi Ceaușescu e all'instaurazione del Consiglio del Fronte di Salvezza Nazionale. Già nel 1990 si registrò una grande quantità di denunce da parte dei parenti delle vittime per le morti avvenute in varie parti del paese. Tali inchieste, tuttavia, furono gestite separatamente da vari procuratori che avevano rivestito incarichi istituzionali nel quadro del precedente regime.
In questo periodo furono iscritti nei registri degli indagati solamente dei soldati semplici, quali autori materiali delle violenze ai danni della popolazione, cui furono concesse sistematicamente delle attenuanti, che inquadrarono tali reati come lesioni personali. Tra il 1990 e il 1996 nessuna delle numerose cause si concluse con un rinvio a giudizio, mentre nessuno dei leader civili o militari del nuovo ordinamento istituzionale fu chiamato a rispondere di tali eventi. Secondo il presidente dell'Associazione "21 dicembre 1989", Teodor Marieș, si trattava di oltre 8.000 ricorrenti e parti lese per i quali non era stato avviato alcun procedimento giudiziario. Diversi osservatori notarono la complicità delle istituzioni, che non riposero una particolare attenzione sulla questione e favorirono il blocco delle indagini per ragioni politiche.

### Commissione d'inchiesta del Senato

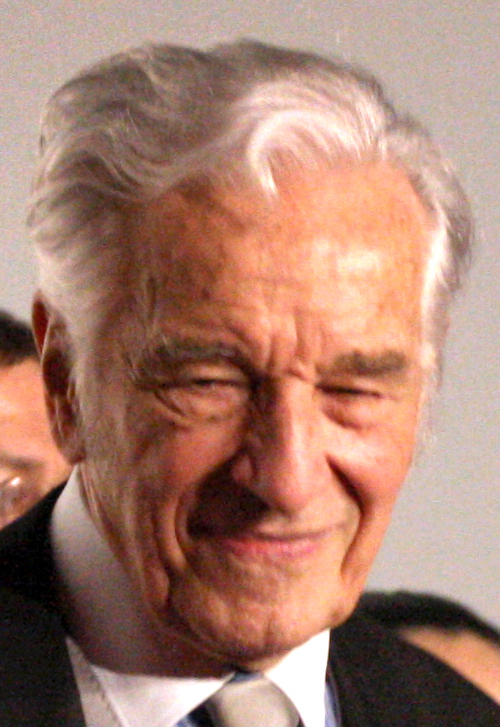
Sergiu Nicolaescu, presidente della Commissione d'inchiesta del Senato dal 1991 al 1992.

Vista l'eco pubblica, a livello parlamentare il 16 luglio 1991 il Senato costituì una commissione d'inchiesta per far luce sugli eventi della rivoluzione di dicembre. La commissione fu inizialmente presieduta da Sergiu Nicolaescu (Fronte di Salvezza Nazionale) e, successivamente, fu reistituita anche nella legislatura 1992-1996 sotto la conduzione di Constantin Ticu Dumitrescu (Partito Nazionale Contadino Cristiano Democratico), che nel giugno 1993 fu sostituito da Valentin Gabrielescu (Partito Nazionale Contadino Cristiano Democratico). Il 16 dicembre 1994 fu ascoltato l'ex presidente della Romania Ion Iliescu. Nel corso di tale udienza il senatore Sergiu Nicolaescu lanciò l'ipotesi di un'amnistia generale.
La commissione concluse i propri lavori alla fine del 1994 e produsse un ampio rapporto sulla ricostruzione degli eventi senza, tuttavia, identificare i colpevoli delle azioni successive al 22 dicembre 1989, elemento che, insieme ad alcuni aspetti relativi alla conduzione delle indagini e alla lista dei testimoni ascoltati, attrasse le critiche di diverse associazioni civiche per la tutela delle vittime della rivoluzione.

### La presidenza Constantinescu
Nel 1996 l'argomento della rivoluzione del 1989 fu al centro delle promesse della campagna elettorale della Convenzione Democratica Romena e del suo leader Emil Constantinescu, vincitore delle presidenziali ed eletto nuovo capo di Stato in sostituzione di Iliescu. Il nuovo presidente della Romania si impegnò pubblicamente a far luce sui fatti della rivoluzione e favorire la ripresa delle indagini, in modo da chiarire le responsabilità politiche e rendere giustizia a migliaia di vittime e alle loro famiglie. Tra le proprie azioni immediate Constantinescu sostituì il capo della procura militare Samoilă Joarză con Dan Voinea, che nel 1997 avviò il processo contro i generali Mihai Chițac e Victor Stănculescu.
L'inchiesta sulla rivoluzione, tuttavia, non procedette come auspicato dal capo di Stato, viste le riserve in ambito militare per un processo che avrebbe visto come potenziali imputati membri che facevano in quel momento parte delle alte gerarchie dell'esercito e del ministero della difesa. Lo stesso Constantinescu nel 1998 riprese l'idea di un'amnistia generale per i militari, atto che avrebbe potuto dare un più deciso impulso alle indagini. L'incapacità del presidente di far fronte a strutture di potere di retaggio comunista, ancora forti nelle istituzioni pubbliche, contribuì all'impasse dell'inchiesta sulla rivoluzione del 1989 anche sotto il suo mandato, che si esaurì nel 2000. Scarsi progressi furono realizzati anche negli anni successivi durante il secondo mandato di Ion Iliescu.

### Unificazione delle inchieste del 2004
Il 28 settembre 2004 il presidente dell'Associazione "21 dicembre 1989", Teodor Marieș, registrò presso la procura generale una denuncia in cui chiedeva di inquadrare i capi d'accusa come reati contro la sicurezza dello Stato, in modo da evitarne la prossima prescrizione. La nuova documentazione permise un più intenso periodo di indagini. Dan Voinea riunì tutti i fascicoli riguardanti la rivoluzione in un'inchiesta unitaria e ascoltò oltre 7.000 testimoni, tra i quali l'ex presidente Iliescu e numerose personalità politiche. Alla fine di tre anni di ricerche, la procura militare stilò una requisitoria in cui Iliescu risultava indagato per genocidio.
Nel 2007 una sentenza della Corte costituzionale dispose il trasferimento degli atti alla sezione civile della procura generale, sottraendone la competenza a quella militare. In base alle motivazioni dei giudici, poiché le indagini riguardavano anche le vittime civili della rivoluzione, era necessaria una separazione tra le due parti. Voinea, quindi, fu ritirato dall'inchiesta.

### Condanne della Corte europea dei diritti dell'uomo alla Romania

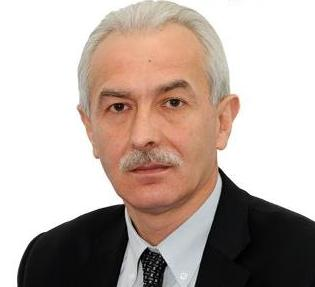
Teodor Marieș, presidente dell'Associazione "21 dicembre 1989".

Il Dosarul revoluției giunse alla sezione civile della procura generale nel 2009, anno in cui il presidente della Romania Traian Băsescu si scontrò con il procuratore capo della procura dell'Alta corte di cassazione e giustizia Laura Codruța Kövesi, rimproverandole di non aver fatto significativi passi in avanti per la soluzione delle inchieste sulla rivoluzione del 1989 e sulla mineriada del giugno 1990. A sua volta la Kövesi criticò Voinea per i suoi errori, che avevano causato vizi procedurali e, quindi, ritardi nella gestione di entrambi i casi. Le nuove indagini della procura rividero la posizione di Iliescu e di altri indagati, eliminandone le responsabilità a livello penale. Secondo la Kövesi, Voinea avrebbe presentato a Iliescu un capo d'imputazione diverso da quello per il quale era stata avviata l'inchiesta e per tale motivo nel 2007 non ne avrebbe convalidato l'atto di accusa.
Visti i continui temporeggiamenti e l'incapacità delle istituzioni di fare progressi, numerosi cittadini rumeni si rivolsero alla Corte europea dei diritti dell'uomo. Nel maggio 2011 la Corte europea emanò la prima sentenza di condanna contro la Romania per violazione del diritto alla vita, poiché non erano stati identificati i colpevoli dell'uccisione di un diciannovenne a Brașov nel corso della rivoluzione. Il ricorso era stato presentato dall'Associazione "21 dicembre 1989" e dai coniugi Elena e Nicolae Vlase, genitori della vittima. Negli anni seguirono decine di sentenze della CEDU, che obbligavano lo Stato al risarcimento dei parenti delle vittime, a causa dell'assenza di concrete inchieste volte a chiarire le circostanze di tali morti. A distanza di due decenni dalla rivoluzione, infatti, migliaia di denunce sporte in tutto il paese non avevano avuto alcun seguito a livello giudiziario. Al 2015 il totale dei risarcimenti ammontava a oltre un milione di euro. Alla stessa data, delle 4.544 inchieste aperte, solamente 112 si erano concluse con un rinvio a giudizio.
Con l'entrata in vigore del nuovo codice di procedura penale, nel marzo 2014 il fascicolo fu prelevato nuovamente dalla procura militare, che lo registrò con il codice 11/P/2014. In base agli atti le indagini avrebbero dovuto fare chiarezza sulle responsabilità penali per la morte di 709 persone (di cui 161 militari), il ferimento di altre 2.198 (di cui 1.855 con armi da fuoco e 488 riguardanti membri dell'esercito) e l'arresto illegale di 924.

### Archiviazione del 2015
Il 14 ottobre 2015 i procuratori disposero l'archiviazione dell'inchiesta.
In base alla relazione dei magistrati, per le vittime registratesi prima del 22 dicembre 1989 esistevano condanne definitive già emesse in altri processi nei confronti di personalità di alto profilo del precedente regime, che avevano autorizzato la violenta e sproporzionata repressione delle proteste contro Ceaușescu. Per quanto riguardava gli eventi successivi al 22 dicembre 1989, il vuoto di potere e il caos politico avrebbero alimentato la percezione collettiva di un possibile ritorno delle forze fedeli al dittatore, che ebbe il proprio risultato nella sensazione dell'esistenza di presunti militanti ritenuti contrari alla rivoluzione e, quindi, nemici della volontà popolare da combattere. Tale quadro, unito alla mancanza di coordinamento, allo stress e all'eccessiva stanchezza tanto delle unità militari quanto di quelle civili, fu alla base di scontri armati fratricidi causati dall'incapacità di valutare lucidamente la realtà esterna. I procuratori addussero come esempio quello dei posti di blocco, in cui si apriva il fuoco anche solo per sospetti non verificati o per automezzi che non si fermavano all'alt dei rivoluzionari. Le vittime, perciò, erano il risultato di circostanze eccezionali.
Le motivazioni di archiviazione sottolineavano che per la loro specificità nel contesto della rivoluzione i reati di propaganda di guerra, genocidio, trattamento inumano, crimini di guerra contro la proprietà e crimini contro l'umanità non potevano essere giudicati poiché non previsti dalle normative in vigore in materia penale. I reati di omicidio, omicidio colposo, tentato omicidio, istigazione all'omicidio, violenza e istigazione alla violenza erano prescritti, erano già stati oggetto di altri processi conclusi, o non erano stati conseguenza di crimini previsti dal codice penale. I casi di lesione personale, istigazione alla lesione personale, furto, distruzione e oltraggio erano prescritti. Per la limitazione della libertà i fatti erano prescritti o già trattati in altri processi. Il reato di porto illegale d'armi era stato condonato da un'amnistia. In determinate situazioni la morte di vari militari, infine, era dovuta a manovre imprudenti con le armi.
La decisione di archiviazione fu contestata in appello all'Alta corte di cassazione da centinaia di ricorrenti.

### Riapertura dell'inchiesta del 2016

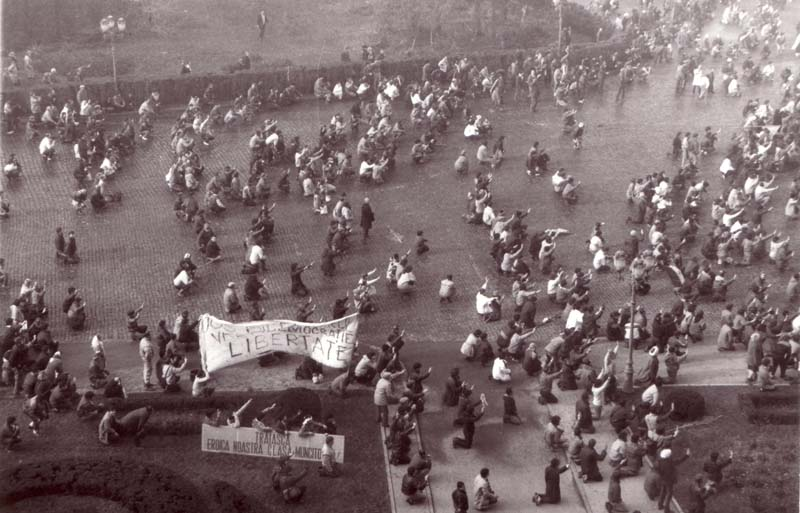
Una scena della rivoluzione del dicembre 1989 a Bucarest, in una foto del Museo nazionale di storia della Romania.

Il 5 aprile 2016 il procuratore generale ad interim Bogdan Licu annunciò che avrebbe proposto la riapertura del Dosarul revoluției. Secondo Licu la precedente decisione di archiviazione era stata adottata sulla base di ricerche parziali, che avevano ignorato informazioni, dati e documenti essenziali, e che avevano fornito un quadro incompleto degli eventi.
Il procuratore generale accusava quelli militari di non aver preso in considerazione il contesto storico, le influenze esterne sui fatti avvenuti in Romania e le numerose pubblicazioni scientifiche sull'argomento. Licu reclamava il fatto che la procura non si era assunta la responsabilità di chiedere alle autorità preposte la declassificazione dei documenti che erano stati alla base della relazione della commissione del Senato sulla rivoluzione del 1989, che si basava sulle testimonianze e sugli atti di membri del ministero della difesa, del ministero degli interni e del Serviciul Român de Informații (SRI). Il procuratore generale fece riferimento specifico ai rapporti sulla rivoluzione prodotti dai servizi di intelligence e dal ministero della difesa, che non avevano fatto parte dell'impianto probatorio che aveva portato all'archiviazione. Licu sosteneva che dai lavori dell'inchiesta emergevano indizi che lasciavano pensare che nel dicembre 1989 esistessero centri di potere interessati a speculare sulla percezione dell'esistenza di una guerra civile in atto.
Tra gli altri punti critici la decisione di archiviazione non presentava giustificazioni riguardanti le autopsie non realizzate, circostanze non avallate da alcuna previsione giuridica, e sul mancato recupero delle munizioni dai corpi dei cadaveri o dei feriti. Non erano state identificate, inoltre, le armi utilizzate, né gli esatti effettivi delle forze armate e civili che avevano partecipato agli scontri. I reati prescritti, invece, se inquadrati come genocidio, crimini contro l'umanità e crimini di guerra, non sarebbero dovuti essere oggetto di prescrizione. In base alle parole del procuratore generale il modo in cui era stata realizzata l'inchiesta violava le indicazioni della Corte europea dei diritti dell'uomo.

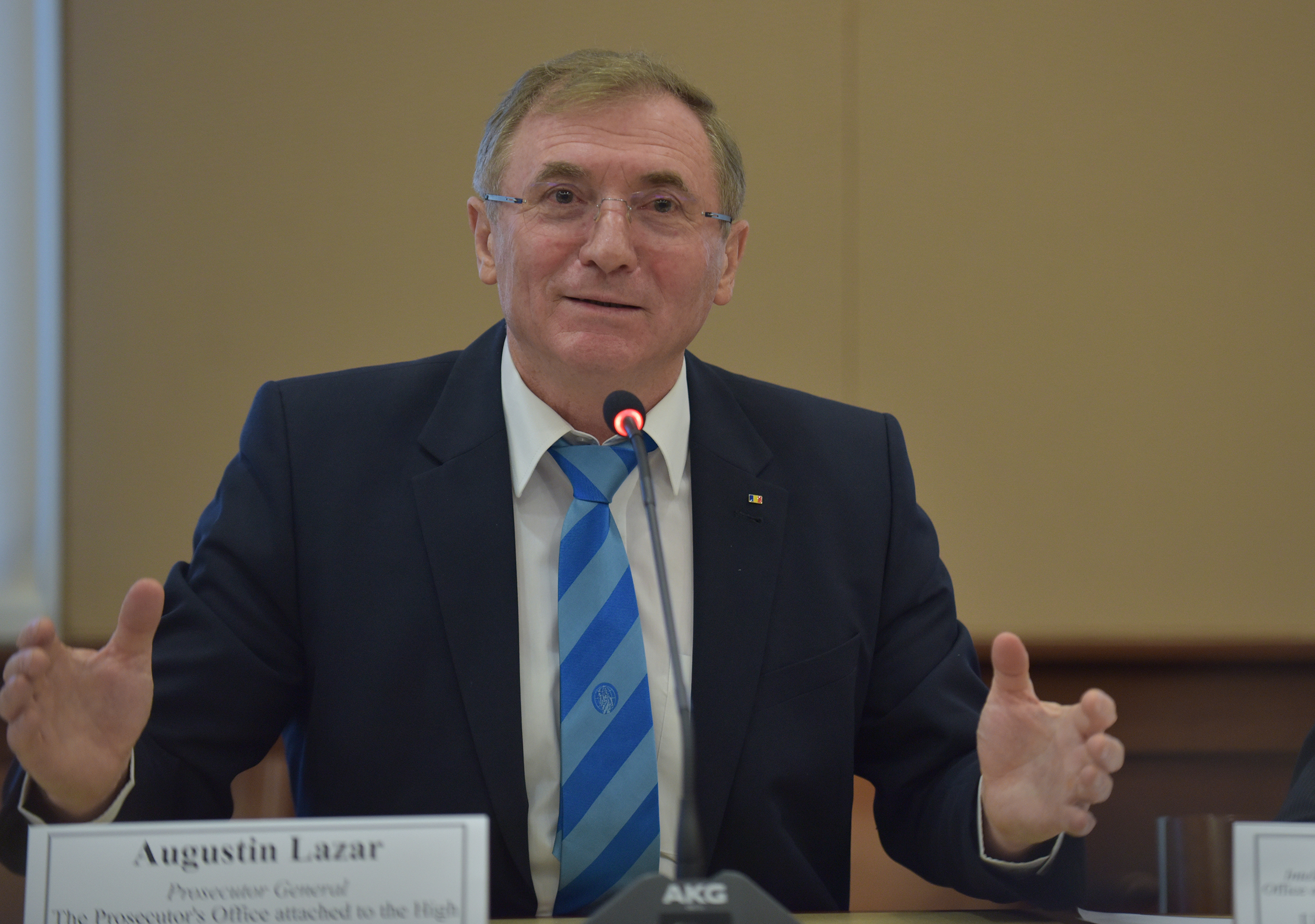
Augustin Lazăr, procuratore generale della Romania dal 2016 al 2019.

Il 13 giugno l'Alta corte ammise la richiesta di Licu e dispose la riapertura dell'inchiesta, che nell'agosto 2016 giunse nuovamente alla procura militare. Il nuovo procuratore generale Augustin Lazăr condivise le opinioni del suo predecessore, sostenendo che le indagini erano state superficiali e non erano state esaminate tutte le prove esistenti. Secondo Lazăr le investigazioni non avevano chiarito le responsabilità e non avevano realizzato nessuno degli obiettivi prefissati. Non si era tenuto conto del contesto generale, poiché i magistrati si erano basati solamente sulle cartelle cliniche e sulle dichiarazioni dei testimoni, senza un lavoro di analisi sulle prove.
Le motivazioni dell'atto di riapertura del Dosarul revoluției precisavano che la prescrizione non era applicabile per i reati di crimini contro la pace e l'umanità, ragione per la quale le omissioni degli inquirenti non potevano esonerare gli infrattori dalle pene. Lo stesso documento imputava alle precedenti indagini di non aver chiarito chi deteneva il comando dell'esercito in ogni momento della rivoluzione e di non aver delucidato il momento esatto in cui il generale Nicolae Militaru aveva assunto l'autorità sulle forze armate. Oltre a ciò nessun alto ufficiale dell'esercito era stato ascoltato come testimone e non erano state esaminate le modalità di raccolta e trasmissione delle informazioni tra le stesse unità militari e i servizi di intelligence.
Il 1º novembre 2016 gli inquirenti estesero l'inchiesta per verificare la sussistenza di crimini contro l'umanità. Tra i testimoni ascoltati in questa fase vi furono figure di primo piano del nuovo assetto istituzionale successivo alla rivoluzione come Ion Iliescu, Petre Roman, Gelu Voican Voiculescu, László Tőkés, Ion Caramitru e Mircea Dinescu. Sulla base delle nuove ricerche realizzate dalla procura, l'ipotesi del vuoto di potere successivo al 22 dicembre non era realistica e, quindi, le vittime successive a tale data erano frutto di un cosciente piano organizzato dalle nuove strutture di comando, che avrebbero anche approfittato della propria autorità sui mass media per trasmettere la convinzione del rischio del ritorno delle forze fedeli al dittatore, diffondendo una psicosi terroristica tra la popolazione. Le forze armate, oltre a ciò, avrebbero ricevuto scientemente ordini contrastanti. In tali circostanze si sarebbero verificati tre tentativi di assassinio dei coniugi Ceaușescu, con ordini provenienti dalle alte gerarchie dell'esercito. Secondo la procura militare la maggior parte delle prove era stata distrutta o alterata dopo il 1989. Il 18 dicembre 2017 gli inquirenti comunicarono di aver definito chi erano i membri del comando politico-militare che aveva preso il potere subito dopo la fuga dei Ceaușescu. I procuratori completarono le udienze dei 6.890 testimoni e parti in causa nel novembre 2018 e chiesero di allegare alla documentazione probatoria i dati forniti dal SRI.

### Rinvio a giudizio di Ion Iliescu e altri tre imputati

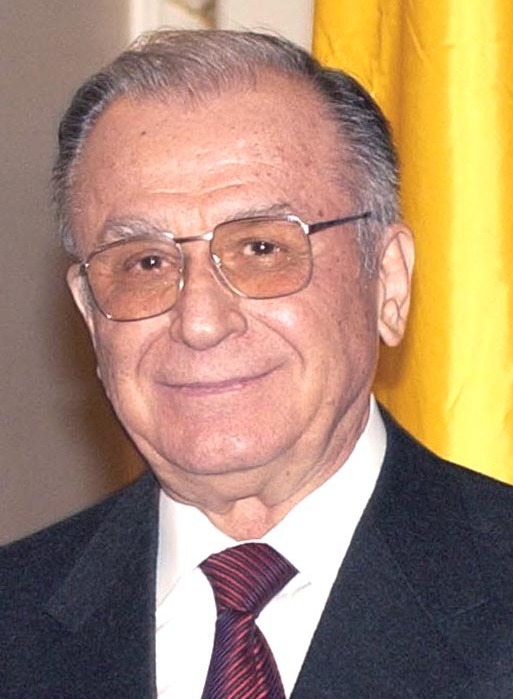
Ion Iliescu, nominato presidente del Consiglio del Fronte di Salvezza Nazionale il 22 dicembre 1989.

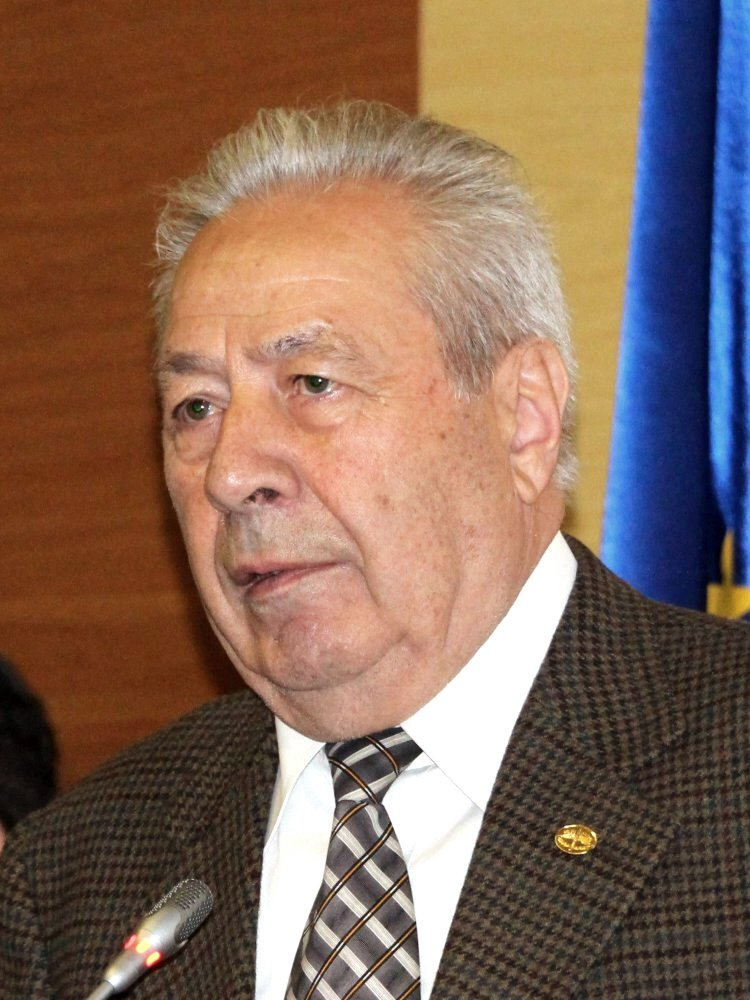
Iosif Rus, comandante delle Forțele Aeriene Române dal 1986 al 1989.

Il 21 dicembre 2018 la sezione militare della procura generale annunciò il rinvio a giudizio per crimini contro l'umanità di Ion Iliescu (all'epoca dei fatti presidente del Consiglio del Fronte di Salvezza Nazionale), Gelu Voican Voiculescu (membro del CFSN e poi vice primo ministro), Iosif Rus (comandante dell'aviazione militare) ed Emil Dumitrescu (membro del CFSN).
La requisitoria evidenziava che esercito, ministero della difesa, ministero degli interni, Securitate e Gărzile Patriotice avevano riconosciuto l'autorità del CFSN già alle ore 16:00 del 22 dicembre. Il CFSN avrebbe rappresentato un gruppo di potere precostituito e da quel momento avrebbe preso decisioni politico-militari per legittimarsi agli occhi della popolazione. Per tali scopi a partire dalla stessa sera sarebbe stata messa in pratica una complessa attività di depistaggio su vasta scala, costituita da diversioni e operazioni di disinformazione, e coordinata dal Consiglio militare superiore, organo in subordine al CFSN, di cui facevano parte i generali Victor Stănculescu e Nicolae Militaru, oltre ai capi delle direzioni militari. I dirigenti del Consiglio del Fronte di Salvezza Nazionale avrebbero accettato e sostenuto la realizzazione di tale piano. Il conseguente stato di psicosi terroristica sarebbe stato alla base di situazioni di fuoco fratricida, contrasti armati caotici e ordini contraddittori trasmessi alle unità militari, che tra il 22 e il 30 dicembre 1989 avrebbero causato 862 morti, 2.150 feriti, gravi limitazioni alla libertà di centinaia di persone e profonde lesioni a livello psichico. In questa fase sarebbero state sparate oltre 12.600.000 di cartucce, malgrado l'inestistenza di un nemico reale. Dall'intenzionale creazione di tale situazione di confusione sarebbero scaturite le condizioni perfette per giustificare alla popolazione la condanna e l'esecuzione dei coniugi Ceaușescu.
La requisitoria finale presentata ai giudici intendeva dimostrare che il gruppo dirigente del CFSN si era formato prima della rivoluzione e che il suo scopo era la destituzione di Ceaușescu, pur mantenendo il paese nella sfera d'influenza dell'Unione Sovietica. I membri del Consiglio erano tutti elementi che in vario modo erano stati emarginati dalle decisioni politiche del dittatore prima del 1989. Gli inquirenti sottolinearono che non a caso il 22 dicembre uomini vicini ad Iliescu si trovavano in tutti i luoghi chiave della rivoluzione (sede della TVR, quartier generale del Comitato centrale del PCR e ministero della difesa). L'accusa evidenziò che il momento iniziale in cui i membri del CFSN avevano dato il via alla propria scalata al potere coincideva con l'apparizione televisiva di Emil Dumitrescu delle ore 14:00 del 22 dicembre, in cui si faceva appello ad Iliescu perché si recasse presso la sede della TVR per organizzare il nuovo ordine istituzionale. Alle 16:00 l'intera struttura di difesa del paese si sottomise all'autorità del CFSN, che non incontrò alcuna opposizione e fu immediatamente riconosciuto come nuovo organo di potere della Romania anche dai media pubblici, che erano controllati dagli stessi membri del Consiglio.
Nello specifico gli imputati vennero rinviati a giudizio per le seguenti azioni:
- Ion Iliescu e Gelu Voican Voiculescu avrebbero indotto in errore i cittadini con le loro frequenti apparizioni televisive e con l'emissione di comunicati stampa che avrebbero contribuito alla psicosi terroristica. I due vertici del CFSN erano accusati di aver partecipato alle operazioni di disinformazione, in modo da rendere possibile l'uccisione dei Ceaușescu, e di aver permesso le azioni di depistaggio messe in atto da alcuni dirigenti del ministero della difesa senza intervenire per bloccarle[7][8].
- Iosif Rus era accusato della morte di quaranta militari e otto civili e per il ferimento di quindici persone avvenuti nella notte tra il 22 e il 23 dicembre 1989 all'aeroporto Otopeni. Il capo dell'aviazione avrebbe emesso in piena coscienza di causa l'ordine di cambiare le insegne militari sugli elicotteri del 61º reggimento Boteni a presidio dell'aerostazione. Tali circostanze avrebbero portato i membri di altre unità militari sopraggiunte successivamente sul luogo ad aprire erroneamente il fuoco contro i propri commilitoni[7][8][56].
- Emil Dumitrescu, in qualità di dirigente coordinatore del comando militare instaurato dal CFSN all'undicesimo piano del palazzo della TVR, era imputato per aver contribuito ad emettere ordini contrastanti all'indirizzo delle forze armate[7][8].

La comunicazione di rinvio a giudizio, corredata dagli oltre 3.000 volumi di prove ottenute soprattutto dopo il 2016, fu trasmessa all'Alta corte di cassazione e giustizia il 5 aprile 2019. A tale data gli imputati erano solamente Iliescu, Voiculescu e Rus, poiché Dumitrescu era deceduto nel gennaio 2019.

### Assoluzioni del 2019
Il documento trasmesso alla Corte suprema nell'aprile 2019 specificava che erano state archiviate le posizioni di Nicolae Ceaușescu (all'epoca presidente della Romania), Iulian Vlad (capo della Securitate) e Tudor Postelnicu (ministro degli interni) poiché già giudicate in altri processi.
Allo stesso modo non sarebbero state verificate le responsabilità di altri potenziali imputati, perché deceduti, cioè Vasile Milea (ministro della difesa fino al 22 dicembre), Emil Dumitrescu (membro del CFSN), Victor Stănculescu (ministro della difesa di Ceaușescu dal 22 dicembre), Nicolae Militaru (ministro della difesa dopo il 22 dicembre), Nicolae Eftimescu (capo della direzione operazioni del grande Stato maggiore dell'esercito), Ion Hortopan (capo del comandamento fanteria e carri armati) e Silviu Brucan (dirigente e fattore decisionale del CFSN).
Furono stralciate le posizioni di Petre Roman (primo ministro dopo il 22 dicembre), Teodor Brateș (redattore capo della TVR), Ioan Toma (ministro della gioventù), Mircea Mocanu (capo del comandamento di difesa antiaerea del territorio CAAT) e Ștefan Dinu (capo della direzione informazioni del grande Stato maggiore DIA) perché non esistevano le prove di crimini contro l'umanità. Viorel Igreț (primo segretario del PCR del distretto di Mureș), infine, fu assolto perché non esistevano le prove per il reato di omicidio colposo per il quale erano state realizzate le indagini.
Il 21 ottobre 2019 Bogdan Licu, nuovamente incaricato del ruolo di procuratore generale ad interim, chiese all'Alta corte di riconsiderare la decisione riguardante Petre Roman e Teodor Brateș. Secondo Licu l'ex primo ministro Roman sarebbe stato pienamente parte del gruppo di potere del CFSN e ne avrebbe condiviso tutte le decisioni, accettandone implicitamente l'operato. Il 28 novembre 2019, tuttavia, l'Alta corte ne respinse la richiesta.

### Inizio del processo e restituzione alla procura militare del 2021
Il 29 novembre 2019 ebbe luogo il primo termine del processo presso la camera preliminare dell'Alta corte di cassazione e giustiza. Furono citate a giudizio oltre 5.000 persone. L'analisi delle eccezioni presentate dalle numerose parti in causa, però, bloccò il suo proseguimento per più di un anno.
Il 9 ottobre 2020 i giudici della Corte stabilirono che era necessario correggere alcuni vizi di procedura. Furono ravvisati, infatti, vari elementi che avrebbero potuto compromettere un'eventuale sentenza di condanna. Tra questi la convalida della requisitoria presentata alla Corte da parte di un procuratore, Gheorghe Cosneanu, che aveva lavorato alle indagini (situazione vietata dall'ordinamento giudiziario); documentazioni contraddittorie sulla data di conclusione delle indagini e di firma della requisitoria; la presenza negli atti di centinaia di volumi senza collegamenti diretti con il processo. Sull'ultimo punto, quindi, i giudici chiesero di escludere numerose prove, poiché non rilevanti ai fini processuali.
A causa delle anomalie, il 21 maggio 2021 il fascicolo fu dichiarato irregolare da parte dei giudici della camera preliminare dell'Alta corte e restituito alla procura militare per il rifacimento dell'atto di accusa e la correzione degli aspetti non conformi. I ricorsi contro la decisione furono respinti dall'Alta corte il 10 novembre 2021. Rimediati gli errori, la procura inviò nuovamente il fascicolo all'Alta corte il 3 agosto 2022. Il 24 febbraio 2023 la camera di consiglio della corte suprema dispose il trasferimento degli atti dell'inchiesta alla Corte d'appello di Bucarest. Secondo i giudici, infatti, l'Alta corte non aveva giurisdizione in materia, poiché i due imputati Iliescu e Voiculescu all'epoca dei fatti non rivestivano il ruolo di membri del governo, ma quello di membri del Consiglio del Fronte di Salvezza Nazionale, organo di potere distinto dall'istituzione governativa. In base alle motivazioni, perciò, non potevano essere giudicati dal tribunale dell'Alta corte.
Il 25 ottobre 2023 i giudici della Corte d'appello di Bucarest decretarono l'avvio del processo. Nel giugno 2024 l'Alta corte di cassazione ammise un nuovo ricorso degli indagati e il 20 settembre 2024 restituì ancora una volta il fascicolo alla procura militare.